# Dodge City, Kansas
Dodge City, gradsko naselje i sjedište okruga Ford u Kansasu, SAD. Grad je, prema popisu stanovništva iz 2020. godine imao 27.788 stanovnika. Ime je dobio prema Fort Dodgeu, obližnoj vojnoj utvrdi. Grad je bio popularno trgovačko središte za prijevoz i prodaju stoke, okupljalište kauboja, revolveraša i trgovca, ali i mjesto bezakonja za vrijeme Divljeg zapada koje su terorizirali odmetnici, zbog čega je niz maršala i šerifa poput Bata Mastersona, Wyatta Earpa i Billa Tilghmana uvodio mir i zakon u tom gradu.

## Vanjske poveznice
- Dodge City, Kansas, SAD – Britannica Online (engl.)
- Povijest Dodge Cityja – dodgecity.org (engl.)
- Dodge City, Kansas – mali, zli grad – legendsofamerica.com (engl.)